# لورنزو گازاری
لورنزو گازاری (انگلیسی: Lorenzo Gazzari; ۷ ژانویهٔ ۱۹۰۷ – 1998) بازیکن فوتبال اهل ایتالیا بود.
از باشگاه‌هایی که در آن بازی کرده‌است می‌توان به باشگاه فوتبال هایدوک اسپلیت، باشگاه فوتبال تریستیانا، و باشگاه فوتبال فیورنتینا اشاره کرد.
وی همچنین در تیم ملی فوتبال ایتالیا بازی کرده‌است.